# منطقة نرسينغبور
نرسينغبور رمزها «NA» (بالإنجليزية: Narsinghpur)‏ ، هو تقسيم إداري لدولة الهند تتبع ولاية مدية برديش (بالإنجليزية: Madhya  Pradesh)‏ ، مركزها هو مدينة نرسينغبور (بالإنجليزية: Narsinghpur)‏ عدد سكانها حسب تعداد سنة 2001 هو 957,399 ، مساحتها 5,133 كم² وكثافة السكان 187 لكل كم² .